# Стреймой

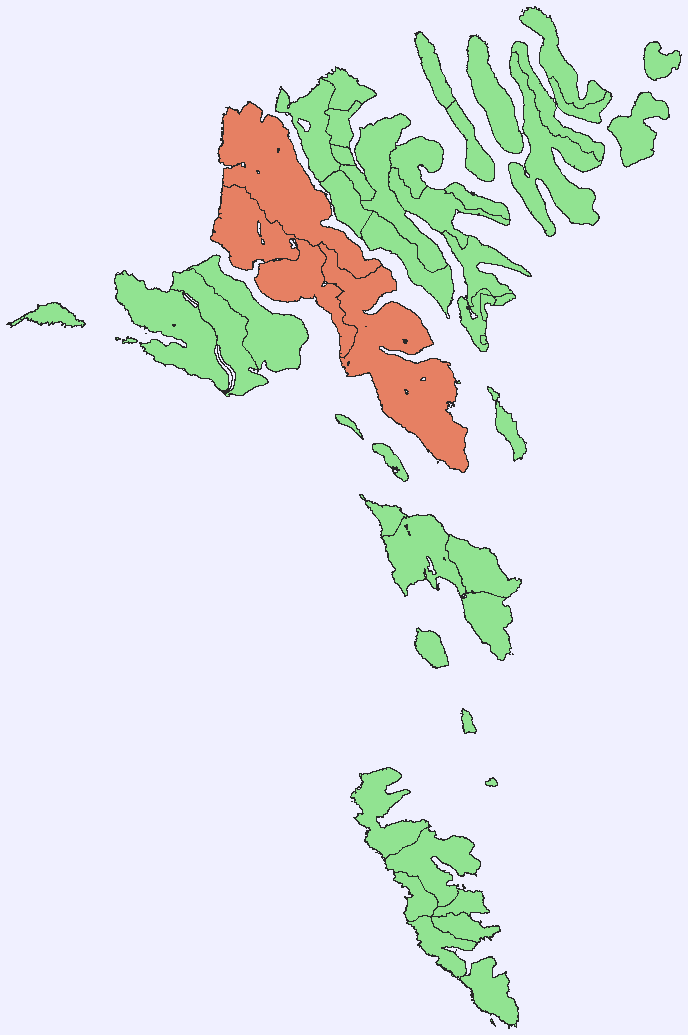
Розташування острова Стреймой

Стреймой (фар. Streymoy) — найбільший і найгустозаселеніший острів Фарерів, де лежить столиця — Торсгавн.

## Географія
Острів має подовгасту форму і тягнеться на 47 км з північного заходу на південний схід. його ширина — 10 км. На південно-західному узбережжі острова знаходяться 2 фйорди. Для Стреймоя характерна пагорбиста місцевість(особливо в його північно-західній частина), найвища точка — гора Копсенні (789 м).
Також як і на решті Фарерських островів, на Стреймої знаходиться велика кількість коротких струмків і маленьких озер.

## Населення
На острові мешкає 21 тис. осіб (близько 40 % населення Фарерів), більшість котрих проживає в столиці (18 тис. осіб).